# Episodi di Relic Hunter (terza stagione)
La terza e ultima stagione di Relic Hunter è stata trasmessa per la prima volta negli USA dal 17 settembre 2001 al 20 maggio 2002.
| nº | Titolo originale        | Titolo italiano            | Prima TV USA      | Prima TV Italia  |
| -- | ----------------------- | -------------------------- | ----------------- | ---------------- |
| 1  | Wages of Sydney         | L'uovo di drago            | 17 settembre 2001 | 27 gennaio 2003  |
| 2  | Mr. Right               | Il principe azzurro        | 24 settembre 2001 | 28 gennaio 2003  |
| 3  | Sydney at Ten           | Il pendente di Tutankhamen | 1º ottobre 2001   | 29 gennaio 2003  |
| 4  | The Light of Truth      | La luce della verità       | 8 ottobre 2001    | 30 gennaio 2003  |
| 5  | Treasure Island         | L'isola del tesoro         | 15 ottobre 2001   | 31 gennaio 2003  |
| 6  | Star of Nadir           | La stella di Nadir         | 22 ottobre 2001   | 3 febbraio 2003  |
| 7  | Vampire's Kiss          | Il bacio del vampiro       | 29 ottobre 2001   | 4 febbraio 2003  |
| 8  | Devil Doll              | La bambola diabolica       | 5 novembre 2001   | 5 febbraio 2003  |
| 9  | Incognito               | Incognito                  | 12 novembre 2001  | 6 febbraio 2003  |
| 10 | All Choked Up           | La dea della guerra        | 19 novembre 2001  | 7 febbraio 2003  |
| 11 | Warlock of Nu Theta Phi | L'amuleto stregato         | 14 gennaio 2002   | 10 febbraio 2003 |
| 12 | Women Want to Know      | La curiosità è donna       | 21 gennaio 2002   | 11 febbraio 2003 |
| 13 | Fire in the Sky         | Il fuoco nel cielo         | 28 gennaio 2002   | 12 febbraio 2003 |
| 14 | Hunting with the Enemy  | A caccia con il nemico     | 4 febbraio 2002   | 13 febbraio 2003 |
| 15 | Antianeiral             | La regina delle amazzoni   | 11 febbraio 2002  | 14 febbraio 2003 |
| 16 | Under the Ice           | L'uomo di ghiaccio         | 18 febbraio 2002  | 17 febbraio 2003 |
| 17 | Arthur's Cross          | La croce di re Artù        | 15 aprile 2002    | 19 febbraio 2003 |
| 18 | Faux Fox                | I due impostori            | 22 aprile 2002    | 18 febbraio 2003 |
| 19 | Pandora's Box           | Il vaso di Pandora         | 29 aprile 2002    | 20 febbraio 2003 |
| 20 | The Warlord             | Il signore della guerra    | 6 maggio 2002     | 21 febbraio 2003 |
| 21 | Fountain of Youth       | La fonte della giovinezza  | 13 maggio 2002    | 22 febbraio 2003 |
| 22 | So Shall It Be          | Il mistero di Stonehenge   | 20 maggio 2002    | 24 febbraio 2003 |

## L'uovo di drago
- Titolo originale: Wages of Sydney
- Diretto da: John Bell
- Scritto da: Jeff King
- Altri interpreti: Tanja Reichert (Karen Petrusky), Lok Archer (giocatore di mah jong n. 1), George Chiang (generale), Ho Chow (barista), Hakan Coskuner (controfigura autista di Shandar), Pak-Kwong Ho (alchimista), Oscar Hsu (re), Ravi Khajuria (Sanjay), Jung-Yul Kim (gigante cinese), Robert Lee (giocatore di mah jong n. 2), Jonathan Potts (vice presidente Neal Harris), Djanet Sears (cancelliere Evans), John Tench (Kane), Peter Williams (Shandar)

### Trama
Nell'antica Cina viene preparato un liquido chimico altamente infiammabile che viene messo in un uovo di drago. Kane, un amico di Sydney in prigione in Cina, possiede la mappa per ritrovarlo, ma non gliela vuole dare a meno che non lavorino insieme. Dopo averlo fatto evadere, recuperata la mappa e scacciato, Sydney e Nigel riusciranno a trovare l'uovo, nonostante Shandar. Intanto Karen, la nuova segretaria al posto di Claudia che ora lavora nella moda, irrompe nella riunione di Harris con il cancelliere Evans per avere i finanziamenti.

## Il principe azzurro
- Titolo originale: Mr. Right
- Diretto da: John Bell
- Scritto da: Kris Dobkin
- Altri interpreti: Ian Alden (Gray), Pedro Miguel Arce (mr. Cho), Grace Armas (ragazza), Mo Chow (pescivendolo), Louis Mandylor (Derek Lloyd), Deborah Odell (agente Kouri), Kerry Laifatt (principessa Kuta)

### Trama
A Singapore, Sydney e Nigel, dopo aver recuperato una statuetta, incontrano Gray, un ex con il quale Sydney decide di andare in vacanza a Bali. Ma qui spunta Derek Lloyd che convince una riluttante Sydney a cercare per l'Indonesia la coppa di Parvati, che serviva a Bali nel Medioevo per sapere del proprio amante, prima nella tomba della principessa Kuta (morta in povertà) e poi al tempio con tre statue. Ma Gray viene avvicinato da una bionda misteriosa che si rivela un'agente rivale (Kouri) che lavora per la Cina.

## Il pendente di Tutankhamen
- Titolo originale: Sydney at Ten
- Diretto da: Ian Toynton
- Scritto da: Leonard Dick
- Altri interpreti: Christine Casarsa (Darcy Lowe a 10 anni), Jack Langedijk (Cyrus Lowe), Larissa Laskin (Darcy Lowe), Simon MacCorkindale (Tafik/Fabrice De Viega), Michael A. Miranda (Vadiz), Layton Morrison (Posek), Victor Pedtrchenko (guardia dell'obitorio), Allan Royal (dr. Alistair Newell), Kevin Rushton (Ogan), Cassie Steele (Sydney Fox a dieci anni), Sanjay Talwar (Ramez Suda)

### Trama
Quand'era piccola Sydney assistette alla morte del suo professore di storia (Newell) del collegio di St. Beatrice, tutto per colpa della collana del faraone Tutankhamen. Darcy Lowe, l'amica del collegio, contatta Sydney dopo 20 anni perché è stata trovata la collana e, in Turchia, Ramez la indirizza da Tafik, in un'asta celatissima. Poi riconosce l'assassino di allora da una cicatrice sul volto e si mette a inseguirlo, anche se le cose non sono come sembravano tanti anni fa: è Cyrus, padre di Darcy, e l'assassino pare sia un'altra persona...

## La luce della verità
- Titolo originale: The Light of Truth
- Diretto da: George Mendeluk
- Scritto da: André Jacquemetton, Maria Jacquemetton
- Altri interpreti: Yan Feldman (Yusef), D. Garnet Harding (principe Shareem), Indiana Jagait (assassino Morrocan), Ravi Khajuria (Sanjay), Shaun Majumder (Baz), Sam Malkin (re), Ralf Moeller (Frank Kafka), Frank Pellegrino (Yusef), Elias Zarou (Hosni)

### Trama
Il principe Shareem, accompagnato dalla guardia del corpo Yusef, è uno studente di Sydney che deve tornare in patria perché suo padre sta morendo e chiede aiuto a Sydney (che si rifiuta) per trovare la Luce della Verità, una lampada del nono secolo che deforma il volto di chi è bugiardo. Allora Shareem si rivolge al perfido Kafka, un ladro di reliquie che fu punito con il taglio di una mano. Hosni, lo zio di Shareem, si rivolge a Sydney perché non sa dov'è Shareem e Sydney, da Baz (in Marocco), scopre che si trova al pozzo del fato con Kafka, dai ribelli. Sydney, dopo un combattimento con Kafka che finisce in una buca profonda, e Nigel troveranno la lampada in una grotta.

## L'isola del tesoro
- Titolo originale: Treasure Island
- Diretto da: John Bell
- Scritto da: Jurgen Wolff
- Altri interpreti: Tanja Reichert (Karen Petrusky), Donny Burns (pirata), Desmond Campbell (Pierre), Richard Denison (capitano Flint), Barbara Mamabolo (Samantha), Andre Mayers (Donovan Jacobs), Dean McDermott (Dash Palmerston), Tara Spencer-Nairn (Jamie Palmerston)

### Trama
Jamie, la vedova di Dash Palmerston un ladro di reliquie, contatta Sydney per andare sull'isola del tesoro perché, secondo gli appunti del marito, pare esista davvero, ma ai Caraibi, raccontata a Stevenson da un bambino. Insieme con Nigel si trovano sull'isola, dove Sydney si immerge e trova uno scheletro con un doblone al collo, in una grotta sottomarina. Ma il giorno dopo Jamie viene rapita da Donovan, il noleggiatore di barche, che però viene ucciso come il suo complice tassista. Dopo aver decifrato il doblone e una mappa, Sydney, Nigel e Jamie trovano il tesoro, ma spunta Dash che, complice la moglie, deruba Sydney e Nigel e li seppellisce nella sabbia. Per fortuna Samantha, la giovane figlia del titolare dove alloggiano è invaghita di Nigel e li libera. Intanto Jamie spara a Dash, poi fermata da Sydney.

## La stella di Nadir
- Titolo originale: Star of Nadir
- Diretto da: Terry Ingram
- Scritto da: Alison Lea Bingeman
- Altri interpreti: Adeel Ahmad (guardia), Nazneen Contractor (principessa Alia), Paul Fauteux (soldato), Daniel Kash (Hakim Mustafa), Carlo Rota (sultano), Ravinder Toor (Omar), Sean Hakim (Jamal Mustafa)

### Trama
Entrando nell'Endostan, Sydney e Nigel apprendono che la regina e amica Danielle è morta in un incidente. Il sultano, non avendo figli maschi, ha già fissato le nozze della figlia Alia con Jamal Mustafa, figlio del capo dei rivali Taledan (Hakim Mustafa). Alia chiede aiuto a Sydney per cercare la Stella di Nadir, un diamante rubato nel 1423 che ridarebbe il potere alla sua famiglia. In uno scavo, Sydney, Nigel e Alia trovano il diamante, ma alcuni uomini comandati da Omar (capo della sicurezza, ma agli ordini di Hakim), provano a fermarli.

## Il bacio del vampiro
- Titolo originale: Vampire's Kiss
- Diretto da: Ian Toynton
- Scritto da: M.A. Lovretta
- Altri interpreti: Tanja Reichert (Karen Petrusky), Lawrence Bayne (Kantor), Christopher Britton (Tobias), Vieslav Krystyan (guerriero), Adrian Paul (Lucas Blackmer), Michael Stevens (cacciatore di vampiri), Maya Toman (attendente)

### Trama
Lucas Blackmer è un affascinante scrittore che si occupa di occulto e, attraverso Karen, conosce Sydney che convince a partire per Praga a cercare il calice di Stanislav (che serviva ai vampiri per bere il sangue), visto che ha il coperchio. Intanto Karen convince Nigel a perquisire l'alloggio di Lucas perché pensa sia un vampiro, ma vengono scoperti da Kantor, un cacciatore di vampiri, che poi si mette sulle tracce di Sydney e Lucas. Li raggiunge a Târgoviște in Romania dove cerca di fermarli quando trovano il calice.

## La bambola diabolica
- Titolo originale: Devil Doll
- Diretto da: Bruce Pittman
- Scritto da: Charles Heit, Bill Taub
- Altri interpreti: Tanja Reichert (Karen Petrusky), Joseph Di Mambro (Carlo), Eduardo Gómez (mercenario), Kevin Jubinville (Wayne Nugent), François Klanfer (uomo d'affari), Conrad Pla (Bando), David Rosser (prete azteco), Brian Roworth (uomo con pappagallo), Pedro Salvín (colonnello Pedro), Wayne Catania (uomo travestito da suora), Juan Carlos Velis (Voz)

### Trama
America centrale: in una piramide azteca, Sydney, Nigel e la guida Carlo entrano e vi trovano una bambola che serviva per sacrifici di sangue nel quindicesimo secolo, chiusa in una scatola che Carlo non esita a rubare, ma finisce vittima della stessa. Dopo essersi liberati e recuperata la bambola, Sydney e Nigel prendono il treno per tornare, ma devono fuggire perché un commando di militari ferma il treno per prendere quella bambola. Sydney e un Nigel zoppicante per averla salvata da un'aggressione, decidono di riportare la bambola alla piramide, perché, dopo Carlo e un ladro travestito da suora, anche il colonnello Pedro finisce ucciso, tentando di portarla via.

## Incognito
- Titolo originale: Incognito
- Diretto da: Terry Ingram
- Scritto da: Jurgen Wolff
- Altri interpreti: Tanja Reichert (Karen Petrusky), Shaun Austin-Olsen (dr. Sagmeister), Juan Chioran (Anjou), Russell Ferrier (Sutton), Diego Fuentes (scaricatore di porto), Naomi Gaskin (cameriera), Nancy Anne Sakovich (Cate Hemphill), Rothaford Gray (agente dell'FBI), Pascal Petardi (impiegato dell'albergo), Bruce Vavrina (uomo d'affari), George Seremba (stregone), Vito Tassielli (fattorino), Cassandra Williams (Isa)

### Trama
In Nuova Guinea, Nigel senza volere si taglia con una lancia, che ha il potere di dare la forza di mille uomini a colui che si taglierà con la stessa. Appena tornati dal viaggio, Cate arriva e dice a Nigel che deve prendere il posto di Ian Worthington, un suo sosia morto in una trappola. A Lisbona, Nigel riesce a convincere tutti, tranne Anjou che (a Malta) doveva prendere la lancia: in quel momento Nigel perde il potere mentre cerca di togliere le guardie di Anjou dal suo passaggio, ma non ci riesce e lo imprigionano. Sydney, di ritorno da una conferenza, scopre ciò che sta facendo Nigel e va a salvarlo, ma non aveva pensato che il rapitore si era anche lui "preso" il potere quindi Nigel per salvarsi dalla situazione si taglia e lo sconfigge. Il reperto viene dato al museo e Nigel esce con Cate per un appuntamento.

## La dea della guerra
- Titolo originale: All Choked Up
- Diretto da: Holly Dale
- Scritto da: James Thorpe
- Altri interpreti: Tanja Reichert (Karen Petrusky), Claudia Christian (Carson Inez), Evan Sabba (re Minalysius), Shanly Trinidad (principessa Nabina)

### Trama
Sydney viene ingaggiata, con la forza, dagli scagnozzi di Carson Inez, una collezionista privata senza scrupoli. Grazie a un collare proveniente dall'antica Grecia nell'800 A.C. (che annulla la volontà di chi lo indossa e chi se lo leva muore), Sydney segue Carson in Grecia per cercare la statua di Atena, dea della guerra. Nigel e Karen sono insospettiti dal comportamento di Sydney e scoprono della collana su un file del computer cancellato. Così Nigel parte per la Grecia dove si trovano Sydney e Carson e le aiuta a trovare la statua...

## L'amuleto stregato
- Titolo originale: Warlock of Nu Theta Phi
- Diretto da: Bruce Pittman
- Scritto da: Tracey Forbes
- Altri interpreti: Tanja Reichert (Karen Petrusky), Rukiya Bernard (Meg Ryerson), Karen Glave (infermiera), John Healy (dottore), Christopher Jacot (Blake), Lawrence King (Eli Stoffel), Stephanie Mills (Christy), Daniela Olivieri (Sunna), Ryan Scott (Blake Stoffel), Joanne Vannicola (Zanda Wilkes)

### Trama
Nuova Inghilterra, 1692: nel bosco di Harper, una strega (Sunna) con un sortilegio converte i suoi poteri in un amuleto (medaglione) che finisce per terra quando viene scoperta e bruciata viva da Eli Stoffel, per conto del clero. 
Nel presente, una studentessa di Sydney, Meg Ryerson, riceve quell'amuleto dall'amica Christy e, dopo aver letto la frase scritta sopra, sviene. Christy lo dà a Sydney e dice di averlo trovato al bosco di Harper. Sydney chiede aiuto all'appassionata di occultismo Zanda Wilkes che dice che Meg, ora all'ospedale, ha assorbito i poteri di Sunna senza preparazione e rischia di morire. Intanto Blake Stoffel (discendente di Eli), che ha seguito la vicenda, riesce a prendere l'amuleto da Karen e a prelevare Meg dall'ospedale, per avere quel potere, dopo aver convinto un suo amico, nonché fidanzato di Meg, ad aiutarlo. Sydney, Nigel e Karen provano a risolvere la situazione.

## La curiosità è donna
- Titolo originale: Women Want to Know
- Diretto da: George Mendeluk
- Scritto da: Charles Heit
- Altri interpreti: Tanja Reichert (Karen Petrusky), Sean Baek (ribelle n. 2), Glenn Bang (colonnello Sursur), Henry Chan (Monaco), Albert Chung (abitante del villaggio), Marie Cruz (addetto alla difesa), Andrew Kenneth Martin (Wes), Dylan Neal (Zack), Ken Pak (console generale), Becky Southwell (Trish Gardner), Sandi Stahlbrand (giornalista), Gary Wong (ribelle n. 1)

### Trama
Alcuni ribelli, comandati dal colonnello Sursur, scorgono Sydney in un bosco del sudest asiatico. Così si rifugia nel tempio, dove poco prima aveva trovato una statuetta di Ganesha (un idolo religioso dell'undicesimo secolo), insieme all'isterica giornalista televisiva Trish Gardner e al suo cameraman Zack, chiusi all'interno dai ribelli. Intanto al college, Nigel e Karen si adoperano per sistemare le cose in assenza di Sydney e, tramite il consolato e complice Wes (del programma tv "la curiosità è donna"), mandano i militari ad aiutare Sydney.

## Il fuoco nel cielo
- Titolo originale: Fire in the Sky
- Diretto da: Jorge Montesi
- Scritto da: David Wolkove
- Altri interpreti: Tanja Reichert (Karen Petrusky), Tom Jackson (Bobby Green), Lorne Cardinal (sceriffo Dark Feather), Fulvio Cecere (sindaco James Hillhurst), Doug Lennox (Asher), Christine Donato (Shaw), Robert Tinkler (Bauer), George Buza (motociclista), Glen Gould (uomo nativo dalla piuma scura), Sheldon Yamkovy (uomo nativo dalla piuma scura), Anthony Grieco (agente n. 1), Karl Campbell (agente n. 2), Sid Bobb (Shaman)

### Trama
Nord-ovest Pacifico, 1398: un meteorite si schianta al suolo sotto gli occhi dei nativi: questo "fuoco nel cielo" cambierà i loro simboli.
Nel presente, Bobby Green, un imprenditore appassionato di ufologia, mostra un manufatto con uno strano disegno a Sydney, proveniente da quel posto. Indirizzata, con Nigel, da Shaw, che qualche giorno prima è stata inseguita dai nativi, scoprono che loro, comandati da Piuma Scura, si presentano ostili. Dopo aver trovato un manufatto in metallo, Sydney e Nigel sono braccati da certi agenti che seguono la vicenda. Aiutati da Piuma Scura, trovano un tempio indiano con i vecchi totem in una grotta. Ma poi, tutto verrà trafugato o cancellato.

## A caccia con il nemico
- Titolo originale: Hunting with the Enemy
- Diretto da: Terry Ingram
- Scritto da: Kristy Dobkin
- Altri interpreti: Tanja Reichert (Karen Petrusky), Simon MacCorkindale (Fabrice De Viega), Roger R. Cross (Mastro), Jim Thorburn (Jason), Russell Yuen (monaco anziano), Richard Lee (monaco n.3)

### Trama
In Tailandia, Sydney e Nigel aspettano un professore di storia, per trovare l'urna delle ceneri di Confucio, ma arriva Mastro che li porta in Cambogia: qui li aspetta il rivale De Viega che vuole quell'urna. Dopo aver salvato Nigel da una mina, Mastro muore in una trappola indigena, così Sydney, Nigel e De Viega devono proseguire da soli nella vegetazione, anche perché Jason, il complice di De Viega, tiene in ostaggio Karen nella biblioteca del college. Trovata l'urna in una grotta, Sydney e Nigel fanno liberare Karen, riescono a fuggire e si rifugiano in un carrarmato in disuso per evitare le esercitazioni di bombardamento. Ma anche De Viega pare riesca a cavarsela.

## La regina delle amazzoni
- Titolo originale: Antianeiral
- Diretto da: Jeff King
- Scritto da: Jeff King
- Altri interpreti: Vincent Bruni (Tikanys), Zoltan Buday (impiegato), Noah Danby (Ercole), Chris Gillett (Alan Evans), Susan Henley (Marge), Joanie Laurer (Natasha Tripova), John-Patrick Mavric (Ed), Tom Melissis (Detective Kemal Ochmar), Tanja Reichert (Karen), Janaya Stephens (Ippolita), Joy Tanner (Gina), Marni Thompson (Dani)

### Trama
Istanbul: il professor Evans viene raggiunto da tre ragazze e una di loro (Natasha) recupera un reperto e poi lo uccide. Sydney turbata per la chiamata interrotta, lo va a cercare con Nigel. Insieme con il detective Ochmar, che seguiva Evans perché sospettato di trafugare reperti, scoprono che Natasha è fuggita alla polizia e sta radunando alcune donne guerriere come le amazzoni: le figlie della luna. Nigel prende il posto del traduttore di greco Tikanys, ma le "amazzoni" lo portano via per cercare la cintura di Ippolita. Sydney le raggiunge e, recuperati cintura e Nigel, sconfigge Natasha diventando la nuova regina. Intanto Karen è alle prese con l'ispezione di Ed nel magazzino reperti.

## L'uomo di ghiaccio
- Titolo originale: Under the Ice
- Diretto da: Jorge Montesi
- Scritto da: Damian Kindler
- Altri interpreti: Tanja Reichert (Karen Petrusky), Sid Bobb (uomo anasazi), Krista Bridges (Eleanor Jenson), Justin Louis (Knowles), Billy Merasty (cacciatore inuit), Michael Rawlins (Simpson), Jeff Wincott (Rollin Harley)

### Trama
Sydney e Nigel vengono chiamati in Antartide perché è stata trovata una mummia sotto ghiaccio. Insieme con l'ispettore del governo Knowles (che in realtà lavora per la NIA) e all'idraulico Simpson, scendono in una base sotterranea, ma c'è solo disordine. Poi trovano Eleanor Jenson, medico della base, svenuta e in un'altra stanza gli altri tutti morti tranne l'assente Harley, che ricompare e uccide Simpson, Knowles e infine cerca di uccidere Sydney, chiudendola all'esterno. Eleanor racconta che trovata la mummia, che risulta un uomo anasazi del Nuovo Messico, tutti hanno cominciato a stare male e insieme con Nigel scoprirà che sono stati infettati dalla mummia, scongelata da Harley con tuta protettiva, tranne l'immune Eleanor. Sydney riesce a ritornare e a bloccare Harley e i suoi loschi piani.

## La croce di re Artù
- Titolo originale: Arthur's Cross
- Diretto da: Paolo Barzman
- Scritto da: Rio Fanning
- Altri interpreti: Tanja Reichert (Karen Petrusky), Emily Bruni (Emma Johnson), Michael Culkin (Winston Hubbard), Ken Drury (ispettore Doyle), Clive Francis (Lord Artherton), Nicholas Irons (Mick Bainbridge), Ruth Platt (Sarah Glover)

### Trama
L'ispettore Doyle di Scotland Yard chiama Sydney e Nigel perché ha trovato Anthony Glover ucciso da un reperto del quinto secolo, che gli ha lasciato scritti in fronte: pare siano scritti della croce di re Artù. A casa di Sarah, vedova di Anthony, Sydney e Nigel assistono a un litigio tra lei e Hubbard, il padrone del suo terreno, e trovano foto (depistanti) del castello di Chepstow, nel Galles, dove qualcuno tenta di ucciderli scappando poi con l'auto di Hubbard, che si dichiara innocente. Intanto Sarah uccide Mick, autista di Hubbard e amante di lei, e insieme con Emma, la conturbante cameriera di Hubbard, va a riprendersi la croce di Artù, alle rovine del castello, che però ha già preso Sydney, che porta croce, Sarah ed Emma da Doyle. Al college, Karen fa di tutto per trattenere il finanziatore Lord Artherton, per Sydney.

## I due impostori
- Titolo originale: Faux Fox
- Diretto da: Jonathan Hackett
- Scritto da: Peter Hume
- Altri interpreti: Jordi Cadellans (autista), James Callis (Raoul), Kenneth Colley (prof. Lamenza), Barbara de Lema (giornalista), Tacho González (Carlo IV di Spagna), Karina Huber (Rayna/Lorraine), Antonio Mayans (uomo anziano 1), Julio Morales (vecchio n. 1), Javier Páez (prete), Mark Smith (uomo alto), Juan Carlos Velis (Voz)

### Trama
È notte. Nell'ufficio di Sydney è entrato qualcuno ma sembra che abbia trafugato solo oggetti come vestiti e strumenti di lavoro. Sydney e Nigel hanno un appuntamento con un professore in Spagna ma quando vengono all'appuntamento trovano il professore morto. Ucciso da due "sosia" di Nigel e Sydney. L'obbiettivo di tutti è quello di ritrovare i gioielli appartenuti a Carlo IV di Spagna.

## Il vaso di Pandora
- Titolo originale: Pandora's Box
- Diretto da: Mark Roper
- Scritto da: Arnie Olsen
- Altri interpreti: Rafael de la Cruz (Tyrus), Omid Djalili (Ahmid), Luis Felpeto (venditore), Alex Karzis (sultano), Carlos La Rosa (colonnello Montoya), Ian Matthews (playboy ereditiere), Brian Maya (Maxim Velovsky), Robert Morgan (Hauer), Troy Skog (tipo sospetto), Cedric Smith (avvocato), Cara Wakelin (Katherine Hollingsworth), Ignacio Ysasi (guardia)

### Trama
Medio Oriente. Sydney dopo ricevuto, al funerale di un suo caro amico, una chiave che permette di aprire una porta che conduce a una stanza dove è custodito il vaso di Pandora, ne va alla ricerca con Nigel.

## Il signore della guerra
- Titolo originale: The Warlord
- Diretto da: Chris Boult
- Scritto da: Edwina Follows
- Altri interpreti: Tanja Reichert (Karen Petrusky), Jonah Lotan (Tovar), Tasha de Vasconcelos (Kahina/Haya), Stefan Kaliya (Sarkan)

### Trama
Bekkastan: in una grotta, dove la principessa della guerra Kahina si rifugiava nel 1401, Sydney e Nigel riportano alla luce un affresco riguardante lei. Poi Sydney si getta all'inseguimento di un tizio che ruba i loro cavalli, ma nella colluttazione batte la testa e sviene. Al risveglio, Tovar, il ladro in questione, si offre di aiutarla a trovare la sella di Kahina, che serve per governare, perché sua gemella Haya le somiglia e lo costringe a vagabondare. Intanto Nigel, che si era allontanato, viene ospitato da Haya e dal suo reggente dispotico Sarkan, in un accampamento. In un'altra grotta, indicata da Nigel, Sydney e Tovar trovano la sella, con la quale Tovar e Haya stabiliscono l'ordine nell'accampamento, promettendo di governare insieme.

## La fonte della giovinezza
- Titolo originale: Fountain of Youth
- Diretto da: Chris Bould
- Scritto da: Jurgen Wolff
- Altri interpreti: Tanja Reichert (Karen Petrusky), Crispin Bonham-Carter (Preston Bailey), Ami Chorlton (Mavis), Andy Henderson (Sean James), José Lifante (dr. Vasquez), Ian McNeice (Lord Andrew)

### Trama
Indie Occidentali, 1521: Sir Robert incarica i suoi uomini di portare in Inghilterra un'ampolla con un liquido che pare provenire dalla fonte della giovinezza. 
Nel presente: a Siviglia, una ragazza (Mavis) aggredisce Nigel, qui per una conferenza, scambiandolo per il fratello Preston che arriva e chiede aiuto per trovare quell'ampolla, previa lettera tra Sir Robert e Carlo I, che il dott. Vasquez dichiara autentica. Così Sydney e Preston partono per la chiesa di Cotswolds, dove li aspetta lord Andrew e l'archeologo rivale Sean. Dopo aver ingannato Sean, Sydney e Nigel trovano l'ampolla nei sotterranei della chiesa, ma lord Andrew se ne impadronisce perché deve pagare debiti di gioco e li chiude con Preston in quei sotterranei. Riusciti a uscire attraverso un condotto d'aerazione, i tre tornano da lord Andrew che è minacciato da Mavis, ma in una lotta tra Sydney e Mavis, l'ampolla cade e si apre perdendo il liquido.

## Il mistero di Stonehenge
- Titolo originale: So Shall It Be
- Diretto da: Jonathan Hackett
- Scritto da: Jeff King
- Altri interpreti: Tanja Reichert (Karen Petrusky), George Calil (Andreas De Viega), Charlotte Comer (Rachel), Simon MacCorkindale (Fabrice De Viega), Matthew Scurfield (Rennes), Phil Smeeton (Mace), Juan Carlos Velis (Voz), Rhodri Wyn Miles (corriere)

### Trama
Sydney è afflitta da un incubo dove Fabrice De Viega la minaccia. Suo figlio Andreas, che non va d'accordo col padre, coinvolge Sydney e Nigel spacciandosi per uno scrittore, smascherato poi da Karen, a rapinare un corriere dei Gurul Nataz (una setta cui fa parte Fabrice) che porta una mappa per trovare gli "astronomicons" dei druidi: nella sua valigetta, trovano una bomba (che Sydney disinnesca) e un pugnale. A casa di De Viega, i tre trovano il fodero del pugnale, ma anche se aiutati da un Fabrice malconcio, subiscono un agguato da Mace, mandato da Rachel, dei Gurul Nataz, che recupera il pugnale. Secondo le sue scritte Sydney e Nigel, trovano la pietra dove c'è l'ingresso del labirinto dove si trovano i tre "astronomicons". Intanto Fabrice offre la sua vita ai Gurul Nataz, per la libertà di suo figlio.